# Flumet
Pour l’article homonyme, voir Flumet (cours d'eau).
Ne pas confondre avec la station de sports d'hiver de Flumet - Saint-Nicolas-la-Chapelle.
Flumet est une commune française située dans le département de la Savoie, en région Auvergne-Rhône-Alpes. Le territoire communal accueille une station de sports d'hiver, Flumet - Saint-Nicolas-la-Chapelle.

## Géographie

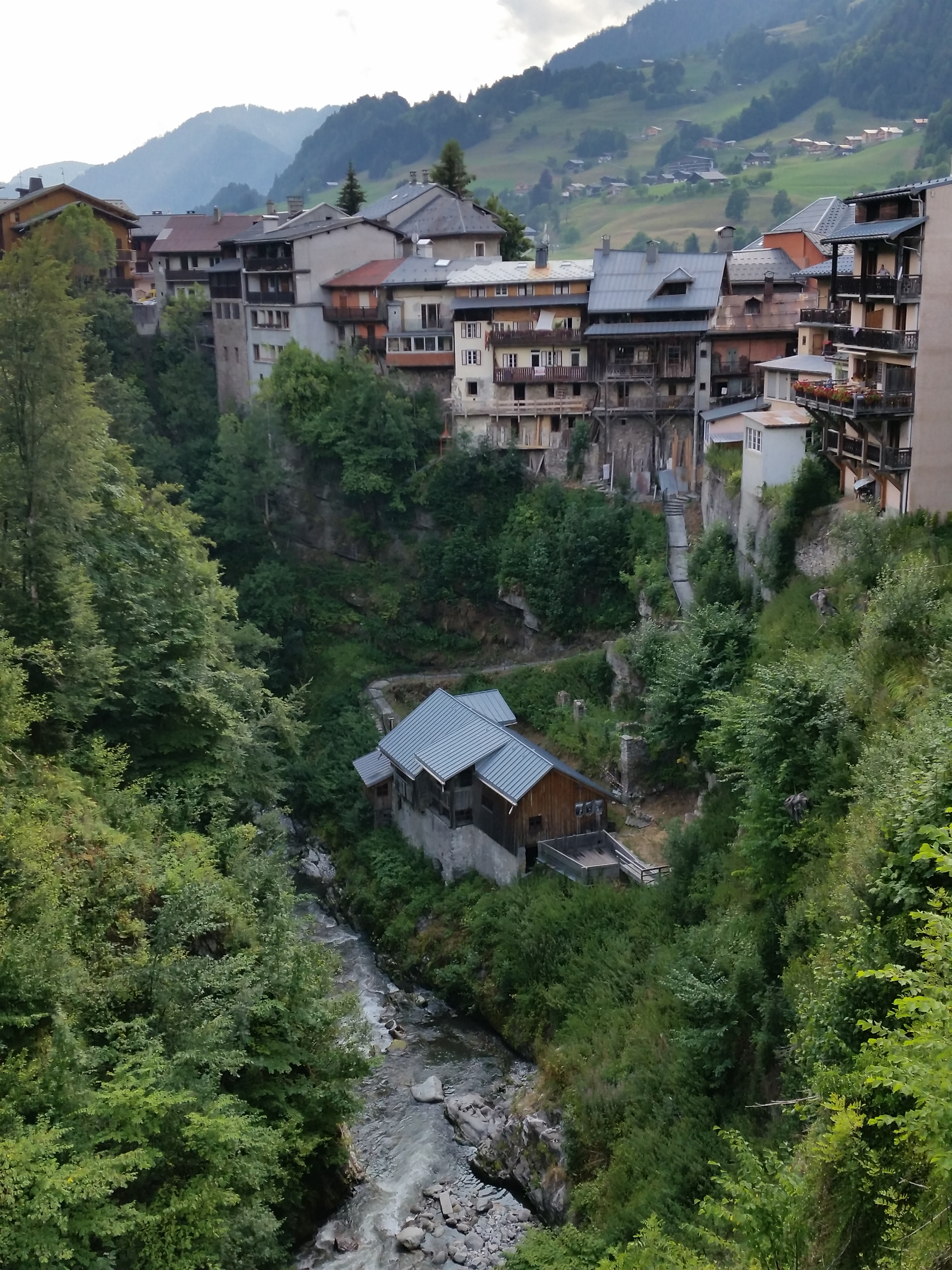
Vue depuis le pont de l'Abîme sur les gorges de l'Arly et l'ancien moulin.

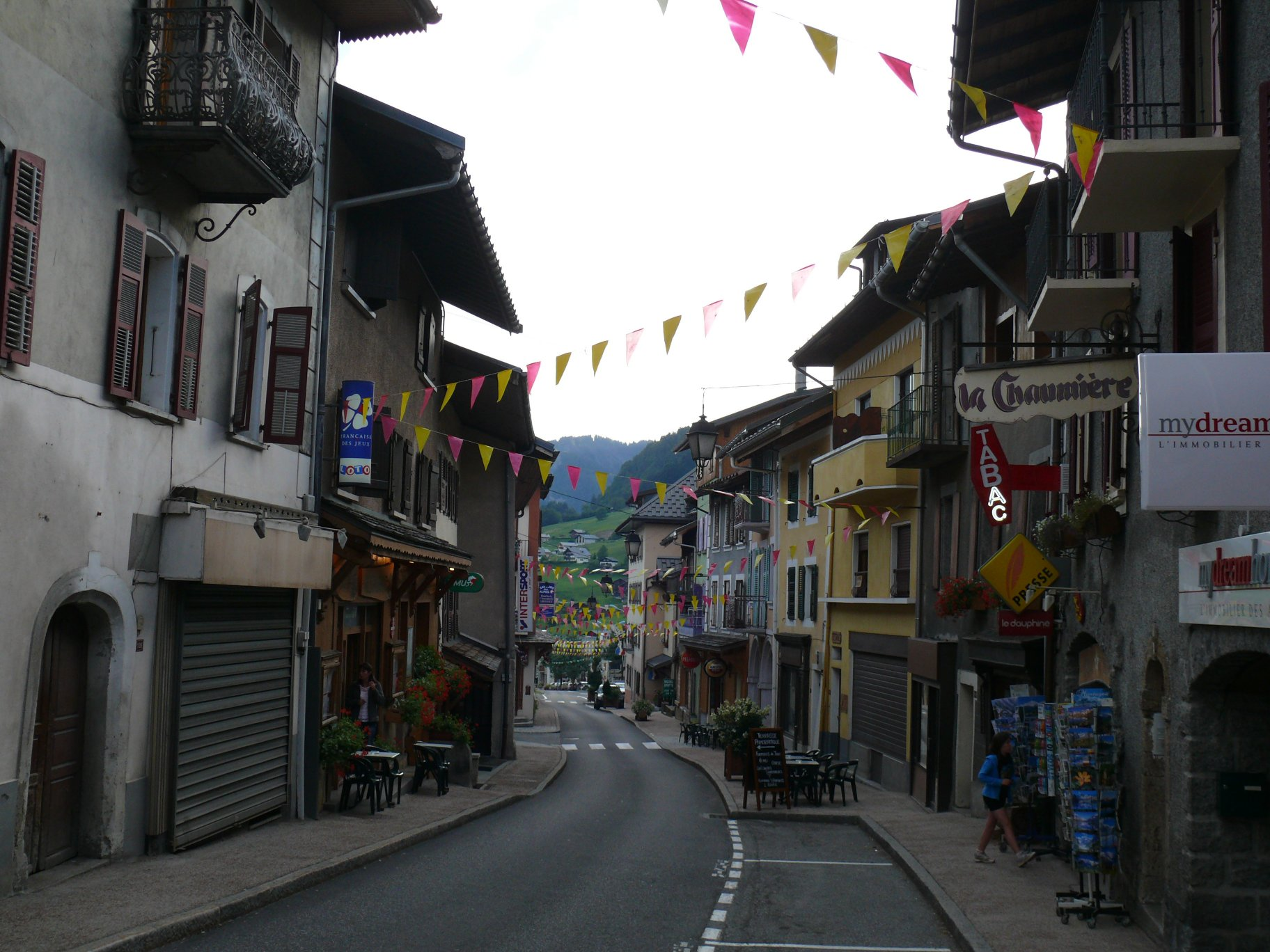
La rue du Mont-Blanc.

Flumet est une station village d'environ 900 habitants situé à l'altitude de 900 mètres sur un éperon rocheux dominant le confluent de deux torrents de montagne : l'Arly (qui prend sa source dans le vallon de Megève et se jette dans l'Isère à Albertville) et son principal affluent l'Arrondine (qui vient du massif des Aravis). Le vieux village est ainsi encadré par les gorges de l'Arly au sud-est et les gorges de l'Arrondine à l'ouest, dominé par le Gâteau au nord-est.
Flumet voit se croiser deux grandes routes touristiques : la RN 212 (nord-sud) qui permet de relier Chamonix à Albertville et la route des Grandes Alpes (ouest-est) qui va de La Clusaz à Bourg-Saint-Maurice par le col des Aravis, le col des Saisies, Beaufort et le cormet de Roselend. Ce sont trois grands cols cyclistes, fréquemment empruntés par les coureurs du Tour de France ou du Dauphiné Libéré.
Flumet est ainsi au centre du territoire du Haut Val d'Arly, autour duquel sont disposés en étoile cinq autres villages : Saint-Nicolas-la-Chapelle, La Giettaz, Notre-Dame-de-Bellecombe, Crest-Voland et Cohennoz. Tous sont des villages-stations de ski. Ces six villages regroupent environ 2 800 habitants.
Ils sont séparés les uns des autres par des gorges profondes creusées par les torrents de montagne. L'un des accès se fait depuis Ugine (chef-lieu de canton) par la route des gorges de l'Arly (ancienne route nationale 212 devenue route départementale 1212, une route qui selon une rumeur serait une des plus chères d'Europe. Ce qui n'est qu'en partie exact si le montant des travaux est rapporté à la population qu'elle dessert, soit environ 2 500 personnes (Flumet, Saint Nicolas la Chapelle, la Giettaz, Crest-Voland et Notre-Dame-de-Bellecombe), ceci sans compter que les gorges de l'Arly demeurent un important axe de transit et touristique. Compter 1 h 10 de voiture depuis Chambéry et 1 h depuis Annecy. L'autre accès se fait depuis la vallée de l'Arve, en passant par Megève. Il faut compter environ 1 h 20 de voiture depuis Genève.

### Climat
Pour des articles plus généraux, voir Climat d'Auvergne-Rhône-Alpes et Climat de la Savoie.
En 2010, le climat de la commune est de type climat de montagne, selon une étude du Centre national de la recherche scientifique s'appuyant sur une série de données couvrant la période 1971-2000. En 2020, Météo-France publie une typologie des climats de la France métropolitaine dans laquelle la commune est exposée à un climat de montagne ou de marges de montagne et est dans la région climatique Alpes du nord, caractérisée par une pluviométrie annuelle de 1 200 à 1 500 mm, irrégulièrement répartie en été.
Pour la période 1971-2000, la température annuelle moyenne est de 7,8 °C, avec une amplitude thermique annuelle de 17,4 °C. Le cumul annuel moyen de précipitations est de 1 488 mm, avec 10 jours de précipitations en janvier et 9,9 jours en juillet. Pour la période 1991-2020, la température moyenne annuelle observée sur la station météorologique de Météo-France la plus proche, « Col-des-saisies », sur la commune d'Hauteluce à 9 km à vol d'oiseau, est de 5,2 °C et le cumul annuel moyen de précipitations est de 1 523,1 mm,. Pour l'avenir, les paramètres climatiques de la commune estimés pour 2050 selon différents scénarios d'émission de gaz à effet de serre sont consultables sur un site dédié publié par Météo-France en novembre 2022.

## Urbanisme

### Typologie
Au 1er janvier 2024, Flumet est catégorisée commune rurale à habitat dispersé, selon la nouvelle grille communale de densité à sept niveaux définie par l'Insee en 2022.
Elle appartient à l'unité urbaine de Sallanches, une agglomération inter-départementale regroupant douze  communes, dont elle est une commune de la banlieue,,. Par ailleurs la commune fait partie de l'aire d'attraction de Saint-Gervais-les-Bains, dont elle est une commune de la couronne,. Cette aire, qui regroupe 7 communes, est catégorisée dans les aires de moins de 50 000 habitants,.

### Occupation des sols
L'occupation des sols de la commune, telle qu'elle ressort de la base de données européenne d’occupation biophysique des sols Corine Land Cover (CLC), est marquée par l'importance des forêts et milieux semi-naturels (71,8 % en 2018), en diminution par rapport à 1990 (73,4 %). La répartition détaillée en 2018 est la suivante : 
forêts (57,6 %), prairies (22,8 %), milieux à végétation arbustive et/ou herbacée (12,8 %), zones agricoles hétérogènes (3,8 %), zones urbanisées (1,6 %), espaces ouverts, sans ou avec peu de végétation (1,5 %).
L'IGN met par ailleurs à disposition un outil en ligne permettant de comparer l’évolution dans le temps de l’occupation des sols de la commune (ou de territoires à des échelles différentes). Plusieurs époques sont accessibles sous forme de cartes ou photos aériennes : la carte de Cassini (XVIIIe siècle), la carte d'état-major (1820-1866) et la période actuelle (1950 à aujourd'hui).

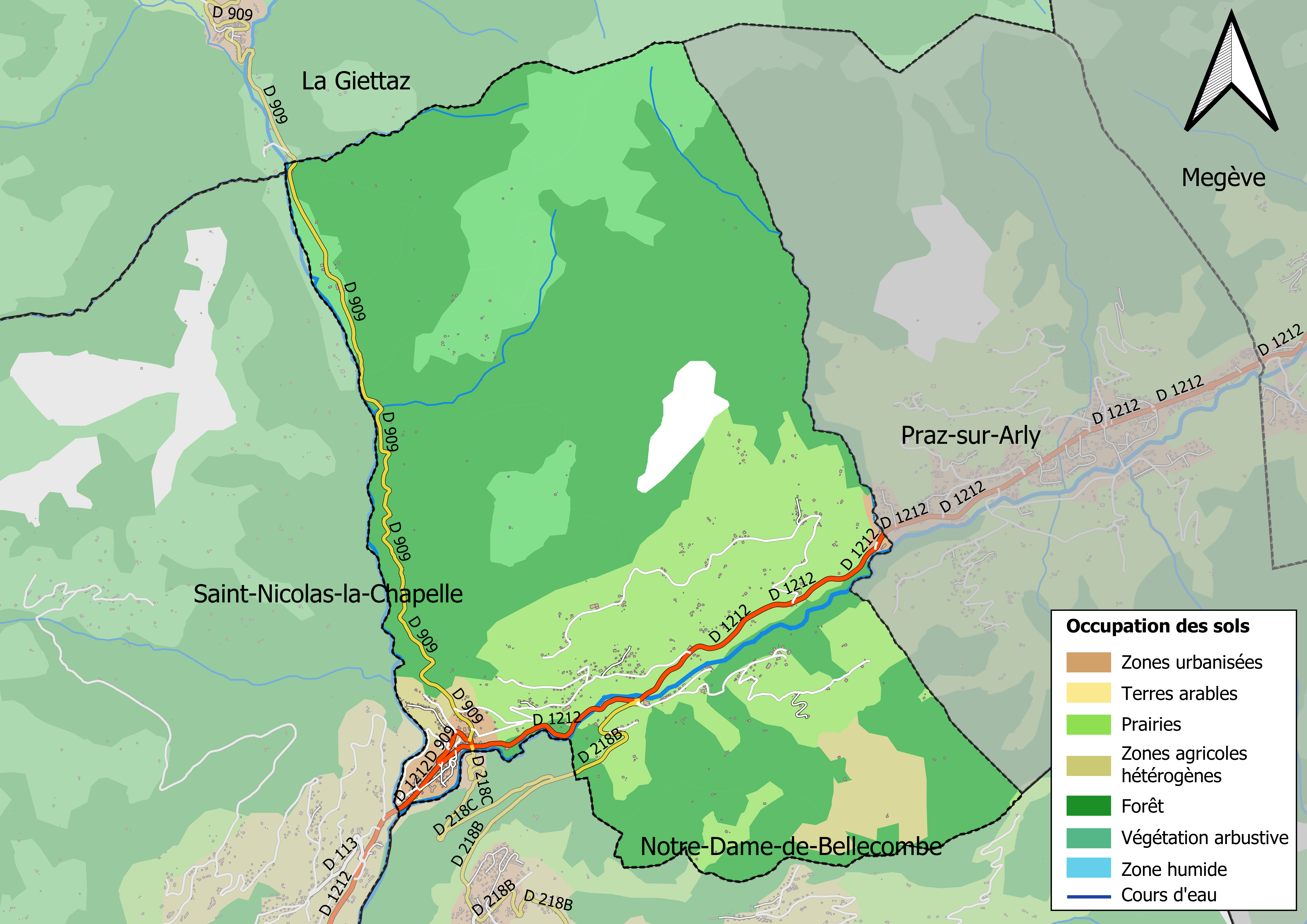
Carte des infrastructures et de l'occupation des sols en 2018 (CLC) de la commune.
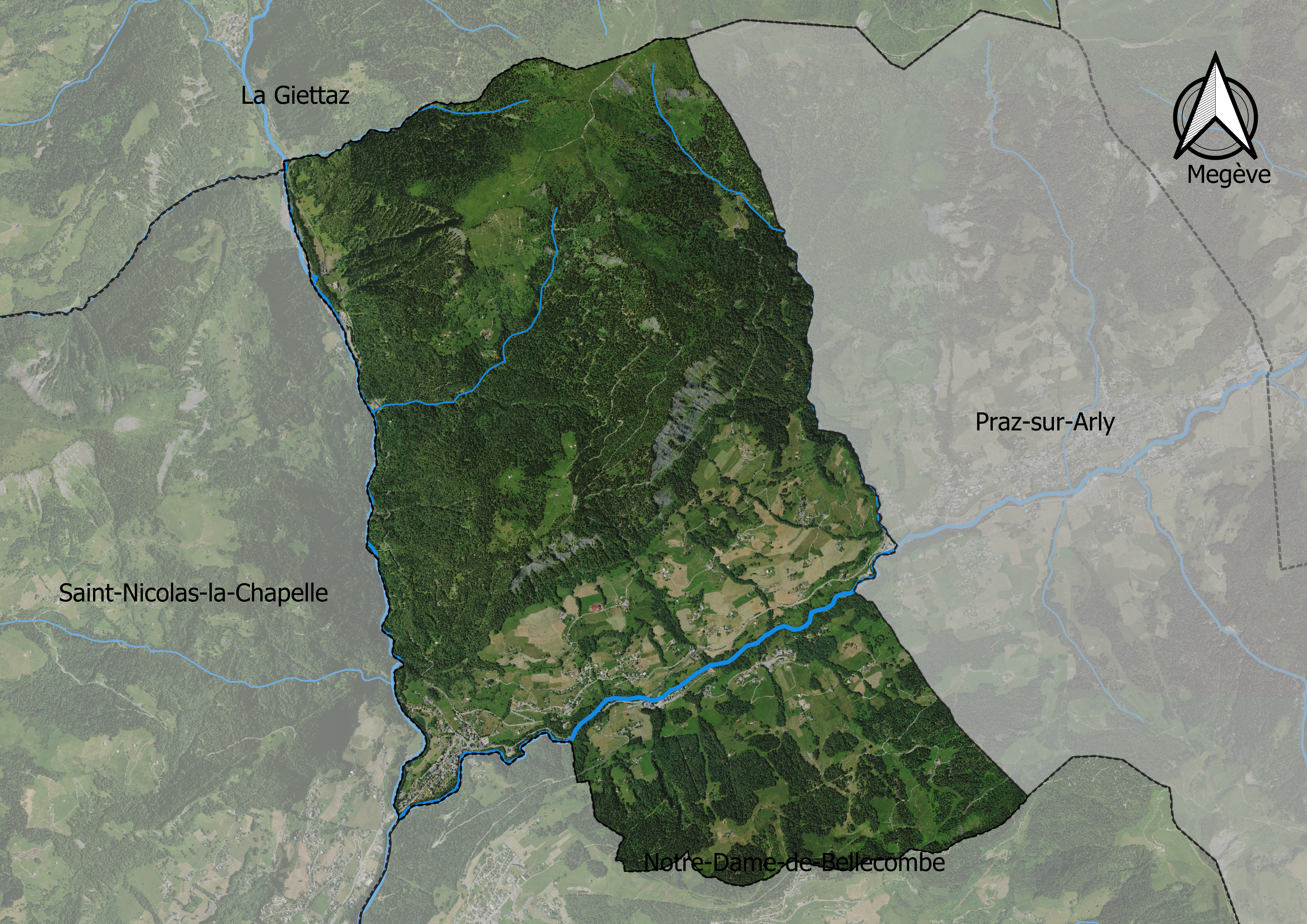
Carte orthophotogrammétrique de la commune.

## Toponymie
Selon le chanoine Gros, le toponyme de Flumet proviendrait du nom latin Flumetum qui est « une abréviation du diminutif de fluminetum »,. Ce nom dérive du latin flumen qui désigne une eau courante.
Par apocope, inter fluminas (« entre les rivières »), se référe à sa position entre l'Arly et l'Arrondine.
La première mention du village remonte à la fin du XIIIe siècle avec A nanto de la Chanoussa usque ad nantum de Flumeto que l'on retrouve dans les archives du Dauphiné,. La seigneurie et le château sont indiqués sous la forme Castellania et mandamentum Flumeti en 1444,.
En francoprovençal, le nom de la commune s'écrit Flemè, selon la graphie de Conflans.

## Histoire

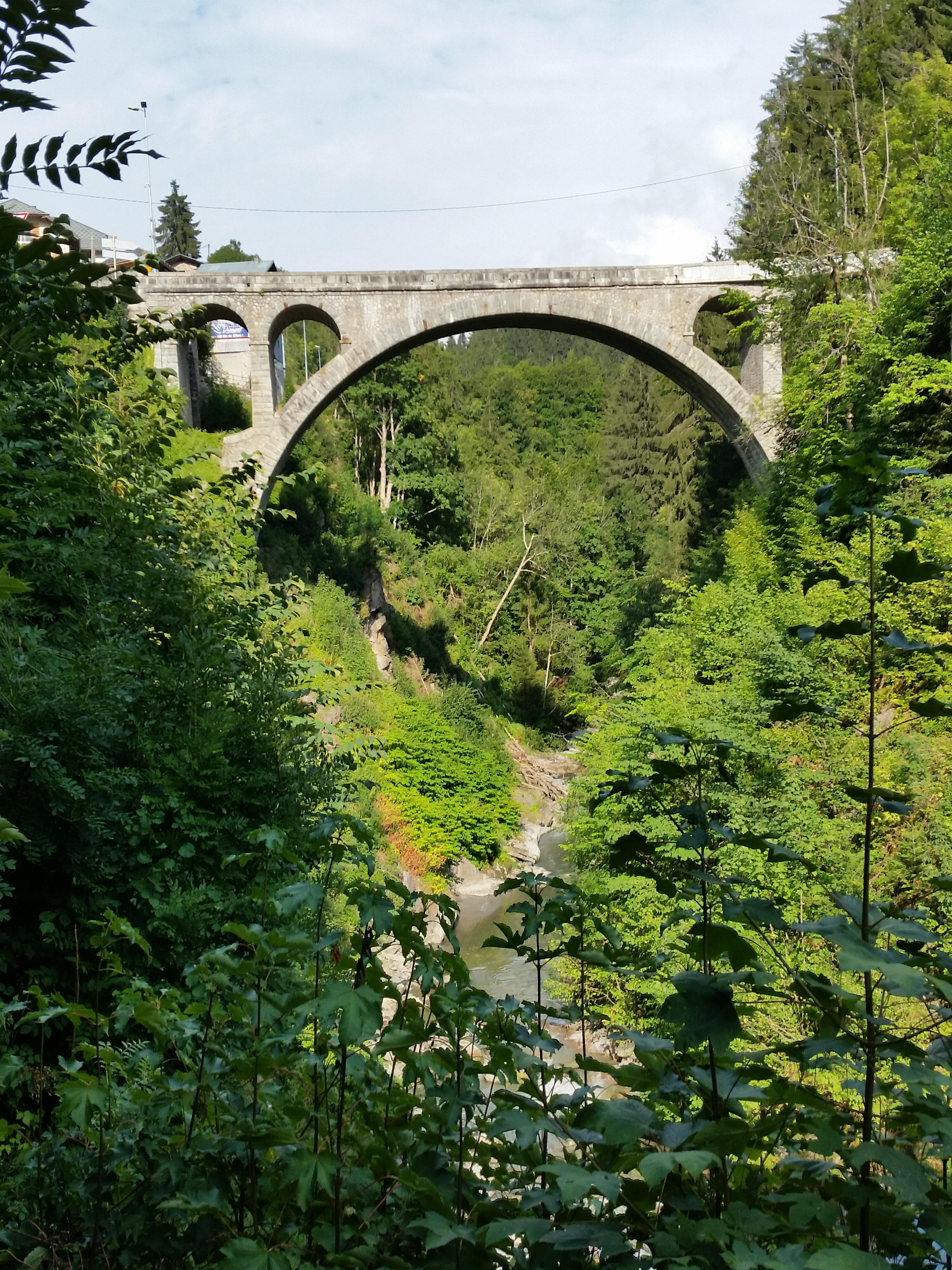
Le pont de l'Abîme ou pont de Bellecombe, sur la D2188, qui fait de Flumet un important croisement routier.

À l'origine Flumet est une place stratégique et militaire. Elle est en effet l'une des portes d'entrée du Faucigny, puisque située aux confins de la province. L'édification du château remontre très probablement au milieu XIIe siècle, peu de temps avant la formation du bourg fortifié,. Le bourg est mentionné dans l'acte de la fondation de la chartreuse du Reposoir, en 1151. Le baron Aymon II de Faucigny y réside parfois.
Rapidement le bourg va se développer économiquement et obtenir de la part des sires de Faucigny d'importantes franchises en 1228 du sieur Aymon II de Faucigny,,. Flumet est la première ville de Faucigny  à obtenir de telles franchises, donnant ainsi à la ville un degré d'autonomie très important.
C'est seulement en 1355 que le Faucigny devient savoyard et Amédée VI de Savoie dit le « comte vert » confirme à la ville de Flumet les franchises accordées un siècle plus tôt. En 1679, le grand incendie de Flumet ravage la ville et le vieux château des sires de Faucigny. La date de la catastrophe est inscrite sur l'une des poutres du porche de l'église Saint Théodule. La ville obtient de Christine de France, régente de Savoie en 1684 l'autorisation de détruire le château.
Dans la nuit du 21 au 22 septembre 1792, les troupes révolutionnaires françaises envahissent la Savoie et l'intègre à la France sous le nom de « département du Mont-Blanc ». De nombreux villages de Savoie, dont Flumet, sont ravagés et pillés par les révolutionnaires. Le clocher à bulbe de l'église Saint-Théodule sera détruit mais jamais reconstruit à l'identique.
En 1798, le nord du département du Mont-Blanc intègre le département du Léman dont la capitale est Genève. Le village de Flumet est alors rattaché au département du Léman jusqu'à la restauration sarde en 1814.
En 1860, le rattachement de la Savoie à la France divise l'ancien duché de Savoie en deux départements. L'ensemble du Faucigny est intégré à la Haute-Savoie (74) à l'exception des villages de Flumet, Saint-Nicolas-La-Chapelle, La Giettaz, Notre-Dame-de-Bellecombe et Cret-Voland qui seront rattachés à la Savoie (73). C'est à cette époque que se met en place à Flumet un poste de douane marquant la limite de la zone franche avec la Suisse conclue dans le traité d'annexion de la Savoie à la France. Ainsi, la seconde moitié du XIXe siècle a été marquée par une activité de contrebande très développée à Flumet et dans tout le Val d'Arly.

## Politique et administration

### Tendances politiques et résultats
Flumet est une commune qui vote traditionnellement à droite. À la présidentielle de 2007, Nicolas Sarkozy a obtenu 372 voix contre 112 pour Ségolène Royal soit 76,86 % des voix. Ce qui est très au-dessus du score national (53,06 %) et même du score départemental (57,32 %).
Au premier tour Nicolas Sarkozy (UMP) était en tête avec 40 % des voix suivi de François Bayrou (UDF) avec 19,38 % des voix. En troisième position Jean-Marie Le Pen (FN) avec 17,32 % des voix devançait nettement Ségolène Royal (PS) quatrième avec 7,63 % des voix.

### Liste des maires

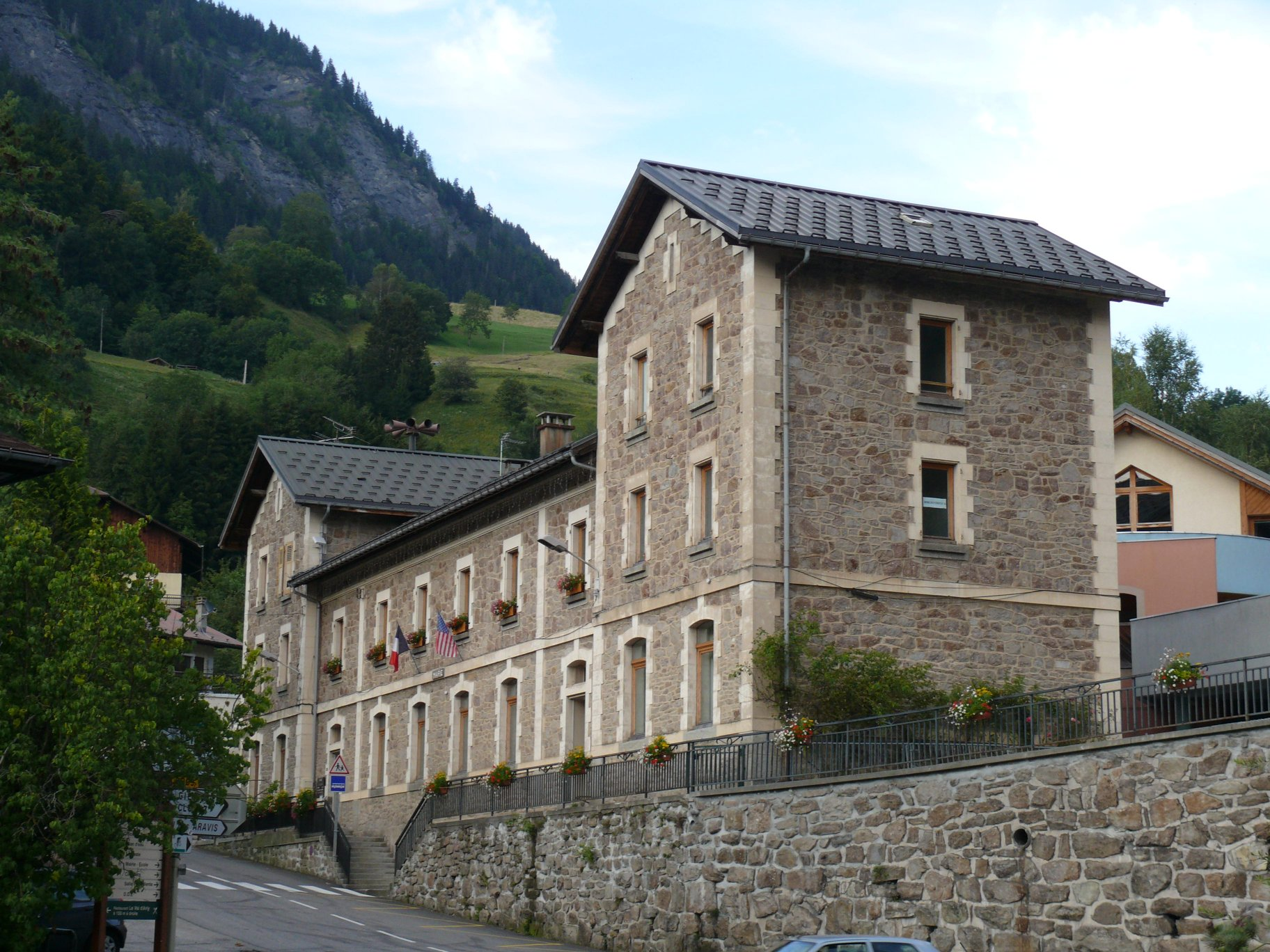
La mairie de Flumet.

| Période   | Période                  | Identité              | Étiquette | Qualité     |
| --------- | ------------------------ | --------------------- | --------- | ----------- |
| 1945      | 1951                     | Célestin Pettex       |           |             |
| 1951      | 1959                     | Célestin Pellissier   |           |             |
| 1959      | mars 1977                | Jacques Jond          |           |             |
| mars 1977 | mars 1983                | Marcel Gardet-Blanc   |           |             |
| mars 1983 | mars 1989                | Roger Rey             |           |             |
| mars 1989 | mars 1995                | André Rebattu         |           |             |
| mars 1995 | mars 2001                | Jacques Jond          |           |             |
| mars 2001 | mars 2014                | Pierre Ouvrier-Buffet |           |             |
| mars 2014 | En cours (au avril 2014) | Marie-Pierre Ouvrier  | DVD       | Commerçante |

## Population et société
L'évolution du nombre d'habitants est connue à travers les recensements de la population effectués dans la commune depuis 1793. Pour les communes de moins de 10 000 habitants, une enquête de recensement portant sur toute la population est réalisée tous les cinq ans, les populations de référence des années intermédiaires étant quant à elles estimées par interpolation ou extrapolation. Pour la commune, le premier recensement exhaustif entrant dans le cadre du nouveau dispositif a été réalisé en 2007.

En 2022, la commune comptait 798 habitants, en évolution de −1,48 % par rapport à 2016 (Savoie : +3,63 %, France hors Mayotte : +2,11 %).
| 1793 | 1800 | 1806  | 1822 | 1838 | 1848 | 1858 | 1861 | 1866 |
| ---- | ---- | ----- | ---- | ---- | ---- | ---- | ---- | ---- |
| 820  | 991  | 1 008 | 892  | 963  | 961  | 779  | 801  | 820  |

| 1872 | 1876 | 1881 | 1886 | 1891 | 1896 | 1901 | 1906 | 1911 |
| ---- | ---- | ---- | ---- | ---- | ---- | ---- | ---- | ---- |
| 861  | 848  | 898  | 926  | 943  | 949  | 873  | 984  | 816  |

| 1921 | 1926 | 1931 | 1936 | 1946 | 1954 | 1962 | 1968 | 1975 |
| ---- | ---- | ---- | ---- | ---- | ---- | ---- | ---- | ---- |
| 888  | 928  | 706  | 703  | 731  | 731  | 667  | 740  | 769  |

| 1982 | 1990 | 1999 | 2006 | 2007 | 2012 | 2017 | 2022 | - |
| ---- | ---- | ---- | ---- | ---- | ---- | ---- | ---- | - |
| 727  | 760  | 769  | 864  | 877  | 821  | 810  | 798  | - |

### Sports
- Équipements sportifs (tennis, terrain foot, plaine de jeux…).

## Économie
L'économie est mixte ; traditionnellement agropastorale, avec des exploitations agricoles d'élevage de vaches laitières valorisées depuis les années 1970 et 80 par les appellations contrôlées reblochon et beaufort et grâce à l'existence d'une coopérative fruitière à Flumet. La fin du XIXe siècle et la première partie du XXe siècle ont été marquées par un exode rural vers les usines métallurgiques d'Ugine et le Fayet, et vers les villes. Le Haut Val d'Arly a alors perdu entre 45 et 60 % de sa population.
Depuis le développement du tourisme d'hiver à partir de la fin des années 1950, ainsi que du tourisme d'été, l'économie de ces villages est centrée sur l'industrie touristique et très marquée par la saisonnalité (emplois liés aux remontées mécaniques, moniteurs de ski, hôtellerie, restauration…) La proximité de Megève (à 10 km au nord en Haute-Savoie) ainsi que le tourisme des sports d'hiver expliquent le renchérissement actuel des prix immobiliers et du foncier.
Une maison de retraite médicalisée (EHPAD) "Marin-Lamellet" fondée en 1907, agrandie et rénovée en 2002, permet l'accueil de 50 personnes âgées dépendantes et offre de nombreux emplois. Pour les personnes âgées à domicile, les services sont assurés par l'ADMR (Association d'Aide à Domicile en Milieu Rural) qui grâce aux services de travailleuses familiales permet le maintien à domicile de quelques dizaines de personnes ainsi que le portage de repas.
Le développement social local est lié aux initiatives de l'association « Vivre en Val d'Arly » fondée en 1992 avec l'aide de la Mutualité Sociale Agricole ; un centre de loisirs sans hébergement a ainsi été créé.
On observe depuis quelques années une augmentation modérée mais réelle de la population permanente de Flumet, quelques jeunes natifs ayant choisi d'y rester, les autres devant s'installer là où  les prix du foncier sont moins exorbitants, laissant peu à peu la place à de nouveaux habitants avec de revenus plus aisés (bassin lyonnais, retraités...).

### Secteur tertiaire ou activités de service

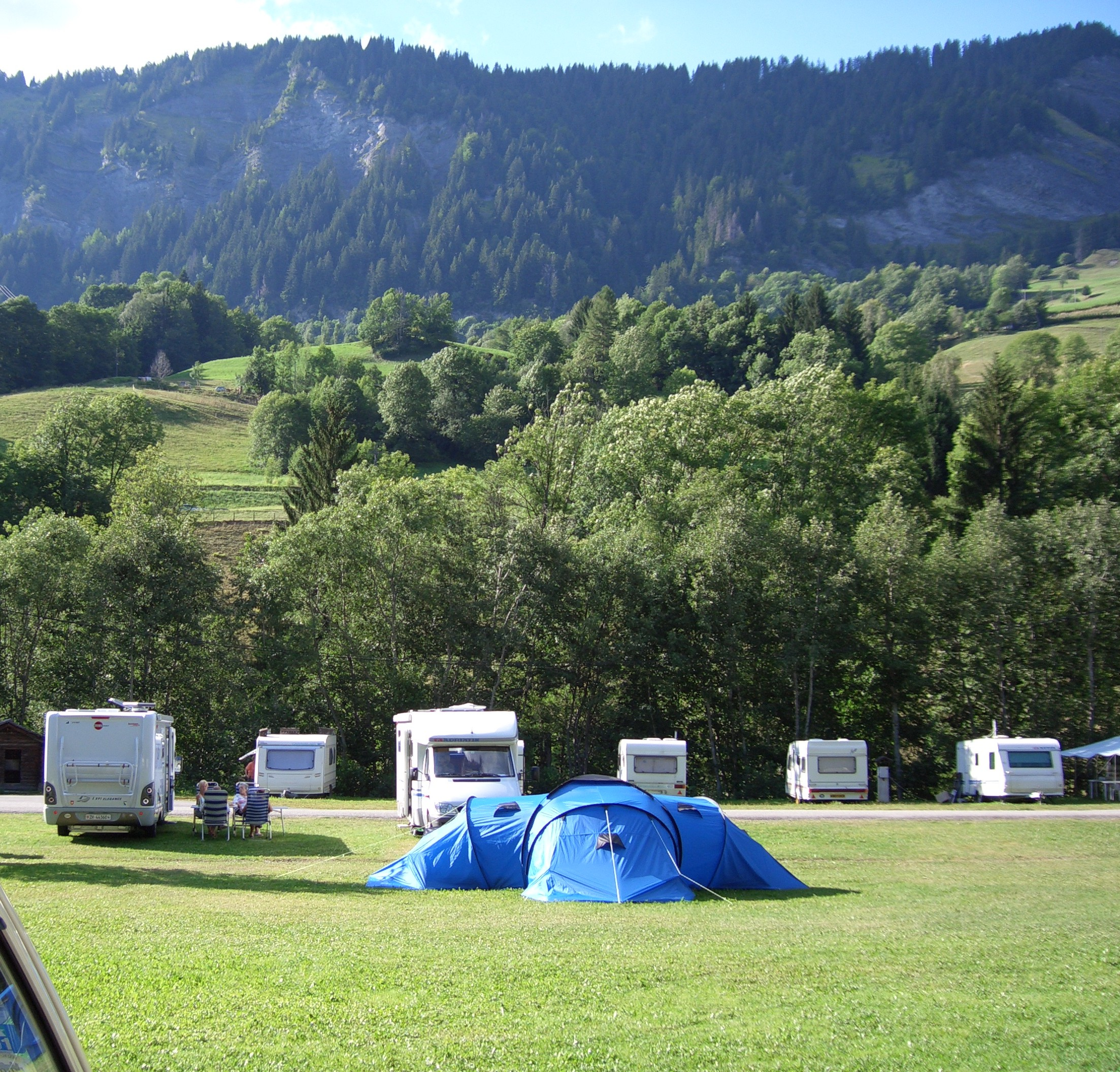
Vue du camping de Flumet.

- Station de sports d'hiver Flumet - Saint-Nicolas-la-Chapelle - Val-d'Arly.
- Camping municipal actuellement fermé.
- Groupe Labellemontagne.

### Tourisme
En 2016, la capacité d'accueil de la station Flumet-Mont-Blanc, estimée par l'organisme Savoie Mont Blanc, est de 5 552 lits touristiques répartis dans 863 structures. Les hébergements se répartissent comme suit : 29 meublés ; une résidence de tourisme ; trois hôtels ; quatre centres ou villages de vacances, un refuge et trois chambres d'hôtes.

## Culture locale et patrimoine

### Lieux et monuments

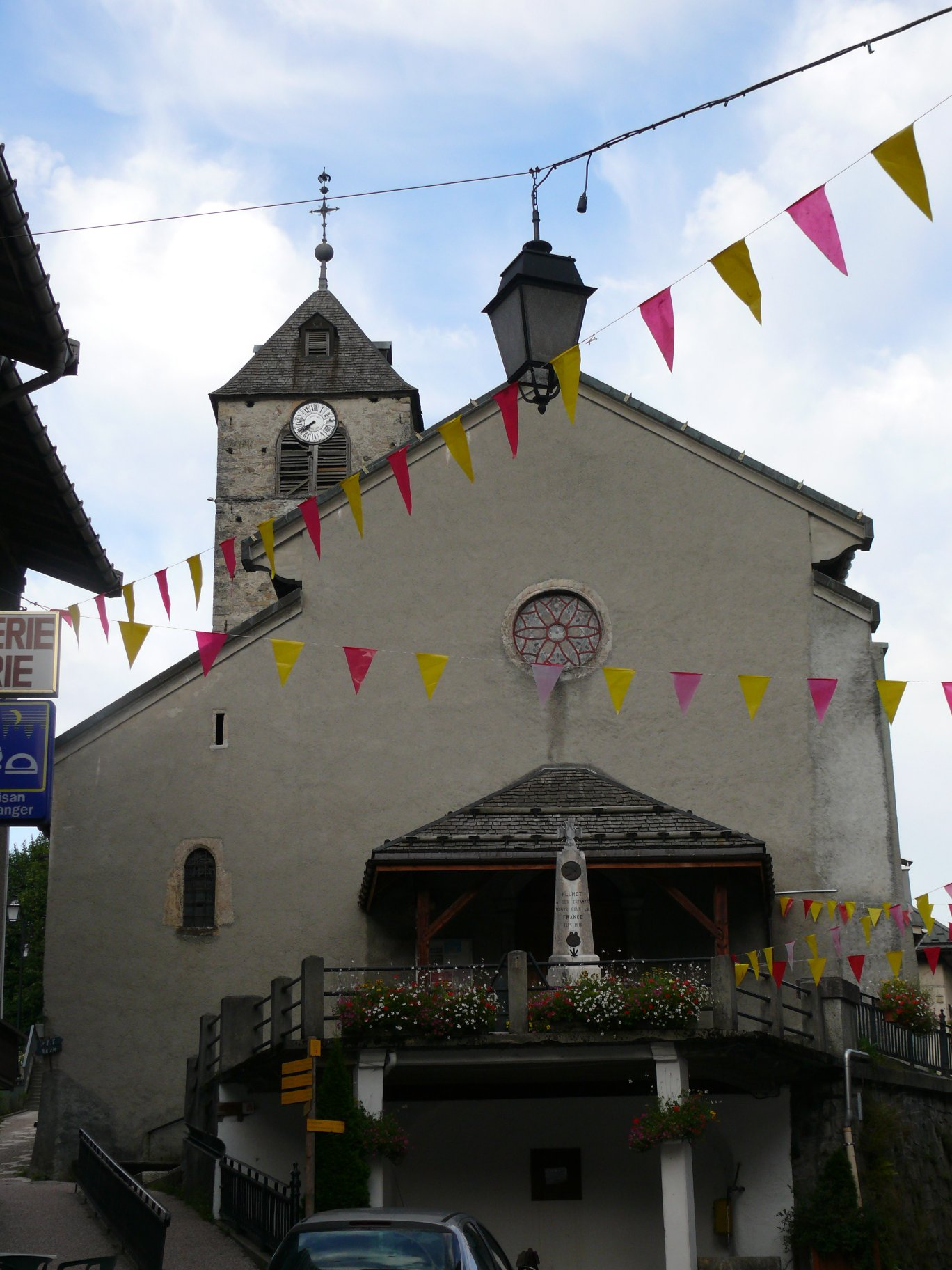
L'église Saint-Théodule.

- Ruines du château des sires de Faucigny (ne se visitent pas ; rares soubassements), il fut le centre de la châtellenie de Flumet ;
- Ancienne maison forte, des nobles de Bieux, dite aussi Tour de Bieux[26] (visible sur la droite, en venant par la route d'Ugine), inscrite au titre des Monuments historiques en 2022[27] ;
- L'église Saint-Théodule (de style extérieur moyenâgeux, peintures intérieures classées et rénovées par les Beaux-Arts) ;
- Ancien moulin (« moulin à Tienne » en cours de rénovation au bord de l'Arly, avec visite guidée de la maison du meunier) ;
- Pont de l'Abîme ou pont de Bellecombe ;
- Plan d'eau (baignade et buvette) ;
- Chemins de randonnée.

### Personnalités liées à la commune
- Famille de Bieux (ou De Bieu ou De Bieux, en latin de Biolli, de Biollo, parfois Byoli). Ils sont souvent qualifiés, mais « improprement » comme le rappelle le comte Amédée de Foras, « comtes de Flumet », mais ils sont comtes de Saint-Nicolas-la-Chapelle en 1699. La famille s'est éteinte en 1822[28] ;
- Roger et Bernard Rossat-Mignod sont les premiers membres de l'équipe de France de ski alpin. Nicolas et Raphaël Burtin dans le sillage de ses précurseurs entrent aussi en équipe de France de ski alpin. Nicolas Burtin remporte une épreuve de coupe du monde en 1998 en descente.

### Héraldique
| Armes de Flumet | Les armes de Flumet se blasonnent ainsi : De gueules à deux clefs d'or adossées et passées en sautoir. |  |

Au XVIIe siècle, les armes du mandement se blasonnaient ainsi : Trois paux de gueules sur or.